# Alphonse Vandenpeereboom
Pour les articles homonymes, voir Vandenpeereboom.
Alphonse Vandenpeereboom, né à  Ypres le 7 juin 1812 et mort à Saint-Gilles le 10 octobre 1884, était un avocat, historien et homme politique belge, membre de la Chambre des représentants.

## Biographie
Alphonse Vandenpeereboom était le fils de Louis Vandenpeereboom et de Joséphine Hynderick. Il est resté célibataire. Il appartenait à une famille nombreuse et variée. Il était le cousin d'Ernest Vandenpeereboom (1807 - 1875, parlementaire belge) et l'oncle de Paul Vandenpeereboom et du ministre Jules Vandenpeereboom. Il est également le neveu du ministre Jules Malou et de l'évêque Jean-Baptiste Malou.
Il obtient en 1833 son diplôme de docteur en droit à l'Université d'État de Louvain, et devient fonctionnaire au ministère de l'Intérieur en 1834-1836. Il fait partie des cofondateurs de l'Université libre de Bruxelles. Il est ensuite avocat à Ypres.
En 1841, il fonde la bibliothèque publique d'Ypres et en est le bibliothécaire jusqu'en 1860. En 1842, il devient membre du conseil d'administration du musée de la ville. De 1842 à 1848, il est conseiller provincial de Flandre occidentale pour le canton de Haringe. Toujours en 1842, il devient conseiller municipal et échevin d'Ypres, dont il sera bourgmestre de 1859 à 1861. De 1843 à 1859, il est également capitaine-commandant des pompiers d'Ypres. En 1848, il est élu, pour le parti libéral, membre de la Chambre des représentants pour l'arrondissement d'Ypres, fonction qu'il exerce jusqu'en 1876.
Alphonse Vandenpeereboom fut ministre de l'Intérieur dans le gouvernement Rogier II de 1861 à 1867. C'est à lui que l'on doit la formule In Vlaanderen Vlaams ! (En Flandre, en flamand !), qui conclut le discours qu'il prononce en tant que ministre à Verrebroek en 1862 lors de l'inauguration du buste en bronze de Philip Verheyen. Ministre, il prend également un certain nombre de mesures en faveur de la littérature, de la musique et du théâtre flamands et, en 1864, il introduit l'orthographe commune belgo-néerlandaise pour le néerlandais de Belgique, rédigée par le néerlandais Matthias de Vries.
En 1868, il est nommé ministre d'État.
Il ne faut pas le confondre avec Jules Vandenpeereboom chef du gouvernement belge entre janvier et août 1899.

## Honneurs
Alphonse Vandenpeereboom était ministre d'Etat depuis 1868 mais était également honoré de :  
- de l'Ordre de Léopold, dont il était Grand Officier,
- de l'Ordre national de la Légion d'honneur français,
- de l'Ordre du Christ du Portugal, honoré du Grand Cordon,
- de l'Ordre de Charles III d'Espagne,
- de l'Ordre des Saints-Maurice-et-Lazare d'Italie,
- de l'Ordre de Dannebrog du Danemark,
- de l'Ordre du Médjidié de l'Empire ottoman.

## Publications
- Ypriana : notices, études, notes et documents sur Ypres. Tome premier. Disponible sur LillOnum
- Ypriana : notices, études, notes et documents sur Ypres. Tome second. Disponible sur LillOnum
- Ypriana : notices, études, notes et documents sur Ypres. Tome troisième. Disponible sur LillOnum
- Ypriana : notices, études, notes et documents sur Ypres. Tome quatrième. Disponible sur LillOnum
- Ypriana : notices, études, notes et documents sur Ypres. Tome cinquième. Disponible sur LillOnum
- Ypriana : notices, études, notes et documents sur Ypres. Tome sixième. Disponible sur LillOnum
- Ypriana : notices, études, notes et documents sur Ypres. Tome septième. Disponible sur LillOnum